# レフ・シンデル
レフ・ナウモヴィチ・シンデル(ロシア語: Лев Наумович Шиндер；ラテン文字表記例:Lev Naumovich Shinder, 1927年 - 1999年)は、ソビエト連邦のヴァイオリニスト、指揮者。旧ソ連の名誉芸術家の称号も持つ。

## 経歴
1927年、レニングラードに生まれた。レニングラード音楽院でレオポルト・アウアーの弟子であるリューボフ・シーガルの薫陶を受けた。
1956年にレニングラード交響楽団に入団し、以来コンサートマスターとして30年に渡って在籍した。1963年からレニングラード交響楽団内でも室内オーケストラを作って指揮をするようになり、後にエミルタージュ・アンサンブルやレニングラード・カメラータなどを結成するなどした。
一方で教育者としては、1958年から母校のレニングラード音楽院で弦楽オーケストラの指揮法の講座を受け持つようになり、ユーリ・テミルカーノフ、ヴラディスラフ・チェルヌシェンコ、ヴァレリー・ゲルギエフやマリス・ヤンソンスらを教えた。